# Nonsan
Nonsan (Nonsan-si; 논산시; 論山市), è una città della provincia sudcoreana del Sud Chungcheong.